# Akiko Hasegawa
Akiko Uchida Hasegawa (em japonês:  内田 暁子 長谷川; Koto, 30 de novembro de 1985) é uma ex-voleibolista indoor e atualmente jogadora de voleibol de praia japonesa.

## Carreira
Ela estudou e competiu pela Escola Secundária Feminina da Universidade Bunkyo Gakuin, cursou Administração de Empresas, no período de 2003 a 2006, conquistando cinco campeonatos estudantis, depois na Universidade Aoyama Gakuin, no período de 2006 a 2009, representando a Associação Atlética da Universidade Aoyama Gakuin, sendo campeã do Campeonato Intercolegial de Voleibol do Japão de 2006, sendo maior pontuadora, destaque em 2007 como MVP e maior pontuadora da liga universitária, campeã também em 2008.
Em março de 2008 foi anunciada como a nova ponteira do NEC Red Rockets e disputou a correspondente Liga A Japonesa (V.Premier League) de 2008-09 e conquistou o terceiro lugar. e na V.Summer League. Em 2009, representou a seleção nacional na edição da Universíada de Verão em Belgrado e finalizou em sétimo lugar.
Em 2012, torna-se a capitã da equipe, em meados de maio de 2013, se casou com o jogador profissional de vôlei de praia Tokuumi Hasegawa. No ano seguinte, em junho de 2014,  deixou o time do NEC Red Rockets e fez a transição para o vôlei de praia no mês de novembro. Em 2015, faz sua estreia no Circuito Mundial ao lado de Yui Nagata no Aberto de Fuzhou e no Grand Slam de Yokohama, depois, mudou de parceria e esteve com Ayumi Kusano no Aberto de Xiamen, venceu seu primeiro título nacional na etapa de Yukuhashi e quinto lugar na etapa de Joguejacarta do Circuito Asiático.
Em 2016, esteve novamente ao lado de Ayumi Kusano e conquistaram o vice-campeonato na etapa de Wellington, os terceiros lugares  nas etapas de Mount Maunganui e Auckland do Circuito Neozelandês; no mesmo, agora pelo Circuito Asiático, obtiveram o quinto lugar nas etapas de Songkhla e Satun e conquistaram o título da etapa de Tóquio do Circuito Japonês. Na temporada de 2017, formou nova dupla com Azusa Futami estreando no torneio cinco estrelas de Fort Lauderdale do Circuito Mundial, ainda neste terminou em quinto no torneio uma estrela de Mônaco, o vice-campeonato em Agadir e o quarto lugar  no torneio duas etrelas em Sydney, depois, terminaram em nono lugar na edição do Campeonato Asiático de 2017 sediado em Songkhla, mesma posição que terminaram no circuito asiático nas etapas de Satun e Osaka, ainda competiram no Circuito Italiano, vencendo a etapa de Vieste e terminando em quinto em Casal Velino.
Em 2018, disputou a temporada do Circuito Mundial ao lado de Azusa Futami e tiveram como melhor desempeno a nona posição nos torneios três estrelas de Lucerna e Tóquio, e na temporada de 2019, estiveram juntas no referido circuito, terminaram com o bronze no torneio três estrelas de Edmonton  e disputaram o Finals World Tour em Roma, ainda foram terceiras colocadas na etapa de Penghu do Circuito Asiático; terminaram na quinta posição na etapa de Osaka, depois campeãs na etapa de Miyakonojo,  e também foram vice-campeãs nas etapas de Hiratsuka e Nagoia, todas pelo circuito japonês. Terminaram na quinta posição nos Jogos Asiáticos de 2018 em Palembang.
Na temporada de 2020, esteve em mais um período com Azusa Futami no torneio duas estrelas do Circuito Mundial em Siem Reap e no Campeonato Asiático em Udon Thani, em ambas competições alcançaram o nono lugar, e ainda no circuito mundial, estiveram no torneio uma estrela de Guam. Em 2021, conquistaram o título da etapa de Tachikawa no circuito nacional, depois, estiveram juntas na fase semifinal da Continental Cup, vencendo, e terminaram em segundo na a Continental Cup Final AVC de 2021 em Nakhon Pathom.
Ainda em 2021, muda de parceria, passando a jogar ao lado de Yurika Sakaguchi, com a qual venceu as etapas de Hiratsuka, 
Matsuyama e Osaka, obtendo o vice-campeonato em Nagoia e o terceiro lugar em Miyakonojo, e pelo Circuito Mundial finalizaram em décimo sétimo no torneio quatro estrelas de Itapema e o quinto lugar no Campeonato Asiático de 2021 em Phuket. Na temporada de 2022 do Circuito Japonês, permaneceram juntas e venceram as etapas de Tachikawa, Oarai, Hiratsuka e Matsuyama, depois, terminaram em quinto lugar  no Campeonato Asiático em Roi Et, melhor posição da dupla no Circuito Mundial de 2022, ocorrida no Challenge das Maldivas.
Em 2023, terminaram em quinto lugar nos Jogos Asiáticos em Ningbo e iniciam no Circuito Mundial, no Elite 16 em Doha, terminaram em nono lugar no  Campeonato Asiático de 2023 em Fuzhou, foram vice-campeãs das etapas de Samila e Penghu do Circuito Asiático, sendo vice-campeãs na etapa de Tahichi e Aomori, campeãs em Hiratsuka, Yokohama e Nagoia; ainda competiu nesta temporada na Fase da Região Oriental da Continental Cup com Akiko Suzuka, disputaram o Campeonato Mundial de Vôlei de Praia de 2023 nas cidades mexicanas de Tlaxcala de Xicohténcatl,  Apizaco e Huamantla.

## Títulos e resultados
- 1* de Agadir do Circuito Mundial de Vôlei de Praia de 2017
- 3* de Edmonton do Circuito Mundial de Vôlei de Praia de 2019
- 2* de Sydney do Circuito Mundial de Vôlei de Praia de 2017
- Etapa de Penghu do Circuito Asiático de Voleibol de Praia de 2023
- Etapa de Samila do Circuito Asiático de Voleibol de Praia de 2023
- Etapa de Samila do Circuito Asiático de Voleibol de Praia de 2022
- Etapa de Penghu do Circuito Asiático de Voleibol de Praia de 2019
- Etapa de Nagoia do Circuito Japonês de Voleibol de Praia de 2023
- Etapa de Yokohama do Circuito Japonês de Voleibol de Praia de 2023
- Etapa de Hiratsuka do Circuito Japonês de Voleibol de Praia de 2023
- Etapa de Matsuyama do Circuito Japonês de Voleibol de Praia de 2022
- Etapa de Hiratsuka do Circuito Japonês de Voleibol de Praia de 2022
- Etapa de Oarai do Circuito Japonês de Voleibol de Praia de 2022
- Etapa de Tachikawa do Circuito Japonês de Voleibol de Praia de 2022
- Etapa de Osaka do Circuito Japonês de Voleibol de Praia de 2021
- Etapa de Matsuyama do Circuito Japonês de Voleibol de Praia de 2021
- Etapa de Hiratsuka do Circuito Japonês de Voleibol de Praia de 2021
- Etapa de Tachikawa do Circuito Japonês de Voleibol de Praia de 2021
- Etapa de Miyakonojo do Circuito Japonês de Voleibol de Praia de 2019
- Etapa de Tóquio do Circuito Japonês de Voleibol de Praia de 2016
- Etapa de Yukuhashi do Circuito Japonês de Voleibol de Praia de 2015
- Etapa de Aomori] do Circuito Japonês de Voleibol de Praia de 2023
- Etapa de Tahichi do Circuito Japonês de Voleibol de Praia de 2023
- Etapa de Nagoia do Circuito Japonês de Voleibol de Praia de 2021
- Etapa de Nagoia do Circuito Japonês de Voleibol de Praia de 2019
- Etapa de Hiratsuka do Circuito Japonês de Voleibol de Praia de 2019
- Etapa de Miyakonojo do Circuito Japonês de Voleibol de Praia de 2021
- Etapa de Vieste do Circuito Italiano de Voleibol de Praia de 2016
- Etapa de Wellington do Circuito Neozelandês de Voleibol de Praia de 2016
- Etapa de Mount Maunganui do Circuito Neozelandês de Voleibol de Praia de 2016
- Etapa de Auckland do Circuito Neozelandês de Voleibol de Praia de 2016